# Băile Jibou
Băile Jibou reprezintă o microstațiune balneară sezonieră, care este situată în intravilanul orașului Jibou, la o altitudine de 190m, la marginea vestică a orașului, în apropierea drumului județean care îl leagă de Zalău.
Stațiunea are un climat de deal și coline, cu amplitudini termice anuale reduse.
Sursa de apă minerală este un izvor natural, captat într-un bazin betonat, amenajat direct pe o emergență naturală. Apa este sulfuroasă, clorurată, sulfatată - sodică, calcică, magneziană, izotonă.
Băile au fost înființate în anii 60, dar după 1990 au fost din ce în ce mai neglijate, iar în 2000 au fost închise. În anul 2004, Băile curative de la Jibou au fost preluate de Viorica Buda, care a investit în reabilitarea pavilioanelor de tratament și în construirea unei pensiuni.

## Factori naturali terapeutici
- apă minerală sulfuroasă, clorurată, sulfatată, izotonă
- nămol
- bioclimat sedativ de cruțare

## Indicații terapeutice
- boli ale aparatului locomotor (reumatismale, degenerative și articulare)
- boli asociate (gineologice)
- boli ale tubului digestiv